# Amegrove Club de Remo
El Club de Remo Amegrove es un club deportivo gallego que ha disputado regatas en todas las categorías y modalidades de banco fijo, bateles, trainerillas y traineras desde su fundación en 1980. A lo largo de su historia destacan sus triunfos en la Liga Gallega de Traineras y en la Bandera Teresa Herrera.

## Historia
Tras fundarse en 1980, al año siguiente comenzó a competir en trainera, y lo siguió haciendo continuadamente hasta 2002. Ese año tuvo que fusionarse con Rianxo para poder sacar trainera. Comenzaron a participar en la Liga Gallega de Traineras, siempre en la primera división, la cual han ganado en cuatro ocasiones.